# Rodinná dovolená a jiná neštěstí
Rodinná dovolená a jiná neštěstí (v anglickém originále RV) je americká filmová komedie z roku 2006. Režisérem filmu je Barry Sonnenfeld. Hlavní role ve filmu ztvárnili Robin Williams, Jeff Daniels, Cheryl Hines, Kristin Chenoweth a JoJo.

## Obsazení
| Robin Williams    | Bobby Munro      |
| Jeff Daniels      | Travis Gornicke  |
| Cheryl Hines      | Jamie Munro      |
| Kristin Chenoweth | Mary Jo Gornicke |
| JoJo              | Cassie Munro     |
| Erika-Shaye Gair  | pětiletá Cassie  |
| Josh Hutcherson   | Carlos Munro     |
| Chloe Sonnenfeld  | Moon Gornicke    |

## Ocenění a nominace
| Award              | Kategorie                                  | Nominovaný        | Výsledek  |
| ------------------ | ------------------------------------------ | ----------------- | --------- |
| Young Artist Award | nejlepší výkon v hlavní roli – mladý herec | Josh Hutcherson   | nominace  |
| Zlatá malina       | nejhorší rodinný film                      |                   | vítězství |
| Zlatá malina       | nejhorší herečka ve vedlejší roli          | Kristin Chenoweth | nominace  |